# Pierre Patrolin
Pierre Patrolin est un écrivain français né à Reims en 1957.

## Œuvres
- Pièces choisies, précédé de De l'écriture, et suivi de Sept portraits, sans lieu, À l'Imprimerie Quotidienne, 1986.
- La Traversée de la France à la nage, Paris, P.O.L, 2012.
- Martine Damas, la vision du volume en couleurs, Lille, Invenit, 2013.
- La Montée des cendres, Paris, P.O.L, 2013.
- L'Homme descend de la voiture, Paris, P.O.L, 2014.
- Voyage au centre, Paris, P.O.L, 2016.
- J’ai décidé d’arrêter d’écrire, Paris, P.O.L, 2018.
- Les Deux domaines de la solitude, Paris, P.O.L, 2021.